# 英格麗德·海布勒
英格麗德·海布勒（德語：Ingrid Haebler，1929年6月20日—2023年5月14日），奧地利鋼琴家。
海布勒以莫扎特作品的詮釋著稱，對於18世紀晚期的古典主義作品以及20世紀初期的當代作品亦有心得。

## 生平
海布勒出生於維也納，全家在她出生三週後遷居波蘭。直到10歲為止，她一直在波蘭居住，幾位著名音樂家如克劳迪奥·阿劳、Robert Casadesus、Bronisław Huberman都是海布勒家中的常客。海布勒的鋼琴演奏由母親啟蒙，11歲時遷往萨尔茨堡，在莫扎特大学的Heinz Scholz門下學習。1949年海布勒自莫扎特大学畢業，之後陸續就讀於维也纳音乐与表演艺术大学、日內瓦音樂院等校，私下則與巴黎鋼琴名家瑪格麗特·朗習琴。
五〇年代起，海布勒開始在歐洲巡演，指下演奏自巴赫至史特拉汶斯基的廣泛曲目。1954年起，她成為萨尔茨堡音乐节的常客，此外她的演奏足跡遍佈歐洲、北非、澳洲、北美與日本等地。

## 獲獎與榮譽
- 國際莫扎特基金會Lotte Lehmann獎，1949年

## 作品節選

### 商業錄音
她最著名的錄音大多屬於五〇至八〇年代，曾灌錄莫扎特的鋼琴奏鳴曲、鋼琴協奏曲等作品，其中前者（Denon出版）擁有更高的評價，後者則經常演出由她編寫的華彩段落。另外她也錄有全部的舒伯特鋼琴奏鳴曲。做為一名合作者，她與小提琴家亨利克·谢林所灌錄的莫扎特、貝多芬奏鳴曲也收穫好評。除上述成就之外，她的作品還獲得Philips於1999年發行的《20世紀偉大鋼琴家》錄音全集所收錄。
海布勒亦是最早使用當代樂器進行詮釋的幾位奧地利鋼琴家之一，她的J·C·巴赫作品就是使用古鋼琴所演奏錄製的。以下，節選海布勒重要的錄音作品：
- (CD). 20世紀偉大鋼琴家（英语：Great Pianists of the 20th Century） 42. Philips Classics. 1999. 456 823-2.

## 外部連結
- 英格麗德·海布勒的Discogs页面（英文）